# Johannes van Hoolwerff
Johannes Cornelis van Hoolwerff (Hoorn, 13 de abril de 1878 — Heemstede, 2 de agosto de 1962) foi um velejador neerlandês, medalhista olímpico. Ele competiu nos Jogos Olímpicos de Verão de 1928 na classe 8 Metre e conquistou a medalha de prata na disputa realizada a bordo do Hollandia com Lambertus Doedes, Hendrik Kersken, Cornelis van Staveren, Gerard de Vries Lentsch e Maarten de Wit.